# Jasper megye (Mississippi)
Jasper megye az Amerikai Egyesült Államokban, azon belül Mississippi államban található. Megyeszékhelye és legnagyobb városa Bay Springs. Lakosainak száma 16 367 fő (2020. április 1.).

## Szomszédos megyék
- Newton megye (észak)
- Clarke megye (kelet)
- Wayne megye (délkelet)
- Jones megye (dél)
- Smith megye (nyugat)
- Scott megye
- Lauderdale megye

## Népesség
A megye népességének változása:
| Lakosok száma | 16 981 | 16 782 | 16 554 | 16 470 | 16 569 | 16 367 |
|               | 2010   | 2011   | 2012   | 2013   | 2015   | 2020   |